# Mounir Fatmi
Mounir Fatmi, född 1970 i Tanger i Marocko, är en marockansk konstnär.

## Biografi
Mounir Fatmi har studerat vid konsthögskolan i Casablanca och vid konstakademien i Rom. Han verkar i Paris och Tanger. Fatmi har ställt ut på större internationella institutioner som Museum Kunstpalast i Düsseldorf, Centre Georges Pompidou i Paris,  Brooklyn Museum i New York, Mori Art Museum i Tokyo och Tate Modern i London samt på Göteborgs Konsthall i Göteborg. Fatmi har deltagit i flera biennaler, såsom i Venedig, Gwangju, Lyon, Sevilla, Houston och Sharjah. Bland hans utmärkelser märks Cairo Biennial Priz, Uriöt Prize, Amsterdam och Dakar Biennale Prize. Mounir Fatmi representeras av bland andra Ceysson & Bénétière i Paris, Goodman Gallery i Johannesburg, Jane Lombard Gallery i New York och Art Front Gallery i Tokyo.
I installationer, videoverk, skulpturer och fotografier beskriver han människans tvivel, rädslor och begär. Han rör sig i spänningsfältet mellan öst och väst och mellan anrika traditioner och  accelererade samtid. Genom att arbeta med gamla tekniker och material som VHS-band, elkablar, lysrör, kopieringsmaskiner och tryck- och skrivmaskiner utmanar han tiden och samhällets framåtskridande rörelse. Här låter han i stället teman som repetition, försvinnande och historiens ständiga upprepande vara centrala motiv. Materialen han väljer för sina verk är bärare av information men fungerar även som arkiv i sig själva. Verken framträder som minnesmärken över det modernistiska framtidsprojektet och de berättelser som successivt raderas ur människans historiska medvetande. TL magazine, September 23rd, 2018